# Simone Santi Gubini
Simone Santi Gubini (Roma, Italia, 13 giugno 1980) è un compositore italiano.

## Biografia
Ha studiato pianoforte e composizione con Valentino Di Bella e Edgar Alandia, acustica e musica elettronica con Giorgio Nottoli, fonetica e teoria della musica. Ha approfondito l'antica melurgia bizantina e la tecnica del contrappunto vocale del cinquecento. Ha frequentato master class con Tristan Murail, Brice Pauset (2005) Helmut Lachenmann, Bruno Canino (2006) e Wolfgang Rihm (2007).
Nel 2010, Santi Gubini ha completato un vasto lavoro (Als Oben) per fiati, percussioni, voci e sistema di amplificazione, commissionato dall'ente vaticano Umnio Apostolatus Catholici. Il 25 marzo 2012 l'Orchestra Roma Sinfonietta, diretta da Patrizio Esposito, ha eseguito in prima assoluta Als Oben, all'Auditorium Parco della Musica di Roma. Il suo lavoro per pianoforte solo Mit anderen Augen è stato presentato alla Charim Galerie di Vienna nel Novembre 2011. Il lavoro è stato commissionato dall'artista e regista austriaco Edgar Honetschläger per la "performance" Negative space. L'opera è stata replicata ai Corsi estivi di Darmstadt 2012. Il suo lavoro per suoni concreti ed elettronici Prefigurazione ad-stanziarsi è stato invece presentato al Teatro Massimo Vittorio Emanuele di Palermo nell'Aprile del 2002. I suoi lavori sono pubblicati dalle edizioni La Camera Verde, Roma.
Ha lavorato alla realizzazione di un'opera teatrale, per grande orchestra e coro: Sound of Sirens (SOS) in collaborazione con Edgar Honetschläger. L'opera è ispirata al grave Disastro di Fukushima Dai-ichi.

## Composizioni
- Schmelzpunkt, per flauto basso aumentato, clarinetto basso aumentato, pianoforte preparato & amplificazione (2012-2013, rev. 2014)
- làmina frangia intaglio, in memoriam Giuliano Mesa, per violino aumentato, amplificato & sintesi granulare (2014, rev. 2017)
- E, opera teatrale per violoncello amplificato, proiezioni 3D & luci (2015)
- Klangrelief (Relief I), per clarinetto basso amplificato & elettronica (2015, rev. 2017)
- Klangrelief II, per tubax/sassofono baritono amplificato (2017)
- E II - Die Schwarze Ausstellung, per ensemble aumentato, amplificato (2018)
- m.o.w., per violoncello aumentato, amplificato (2019)
- Hyperklang, per quartetto di percussioni spazializzato (2020-2021)
- Klangrelief III, per sassofono baritono aumentato e clarinetto contrabbasso all'unisono & amplificazione (2022)
- E III, per orchestra aumentata di 40 strumenti, E-Gtr pedalboards, sistema di amplificazione & luci (2022)
- A/B augmented, studio per elettronica (2022)